# دو شوالیه عرب
«دو شوالیه عرب» (انگلیسی: Two Arabian Knights) فیلمی در ژانر کمدی رمانتیک به کارگردانی لوئیس مایلستون است که در سال ۱۹۲۷ منتشر شد. از بازیگران آن می‌توان به ویلیام بوید، مری آستور، ایان کیت، و بوریس کارلوف اشاره کرد.
این فیلم برنده جایزه اسکار بهترین کارگردانی فیلم کمدی توسط لوئیس مایلستون در اولین دوره این مراسم بوده است.